# Saint-Paul-des-Landes
Saint-Paul-des-Landes is een gemeente in het Franse departement Cantal (regio Auvergne-Rhône-Alpes). De plaats maakt deel uit van het arrondissement Aurillac. Saint-Paul-des-Landes telde op 1 januari 2022 1.538 inwoners.

## Geografie
De oppervlakte van Saint-Paul-des-Landes bedroeg op 1 januari 2022 19 vierkante kilometer; de bevolkingsdichtheid was toen 80,9 inwoners per km².
De onderstaande kaart toont de ligging van Saint-Paul-des-Landes met de belangrijkste infrastructuur en aangrenzende gemeenten.

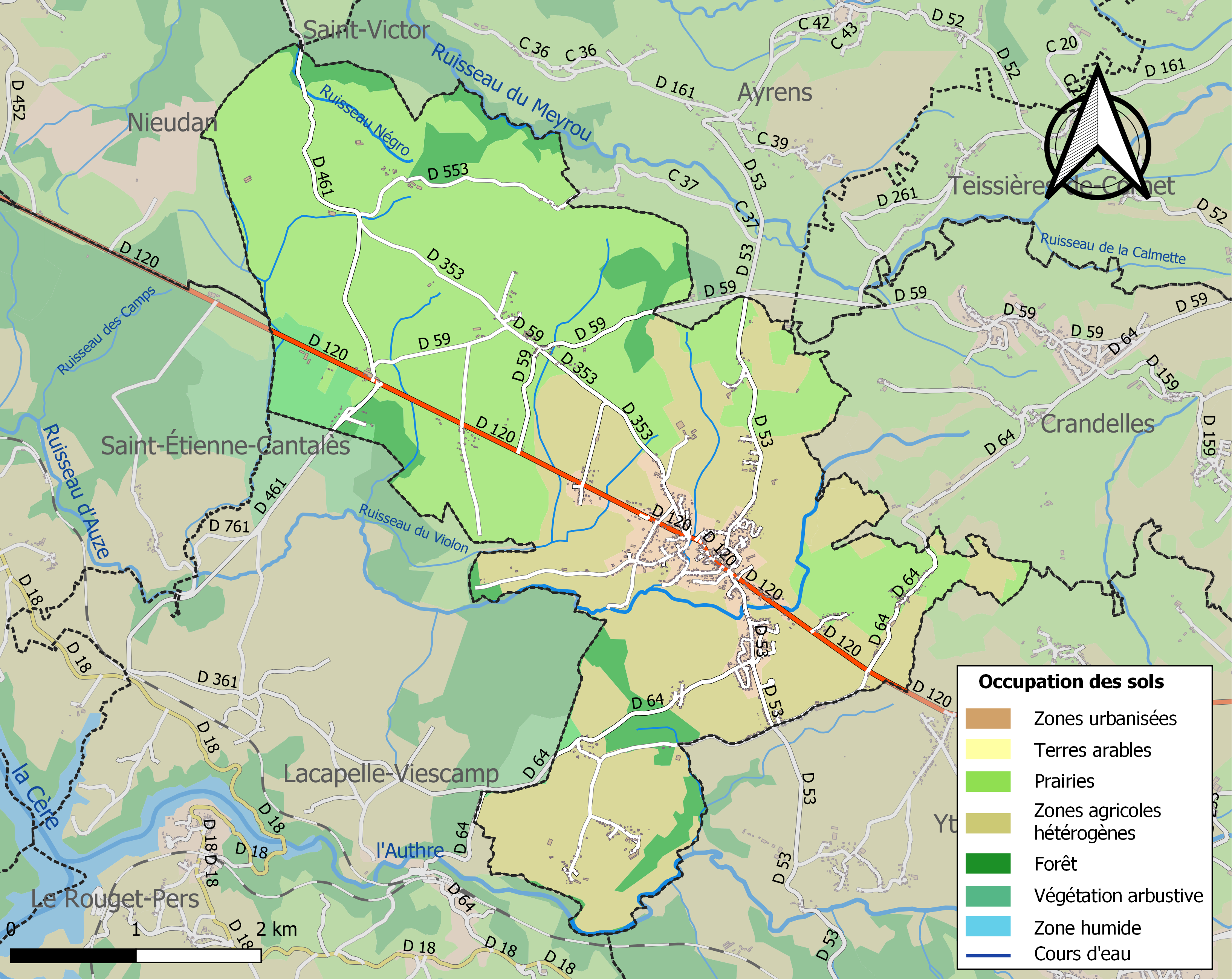

## Demografie
Onderstaande figuur toont het verloop van het inwonertal (bron: INSEE-tellingen).

Vanwege een beveiligingsprobleem met de MediaWiki Graph-software is het momenteel niet mogelijk deze grafiek weer te geven. Zodra de software is bijgewerkt zal de grafiek vanzelf weer zichtbaar worden.